# Pfad der Visionäre

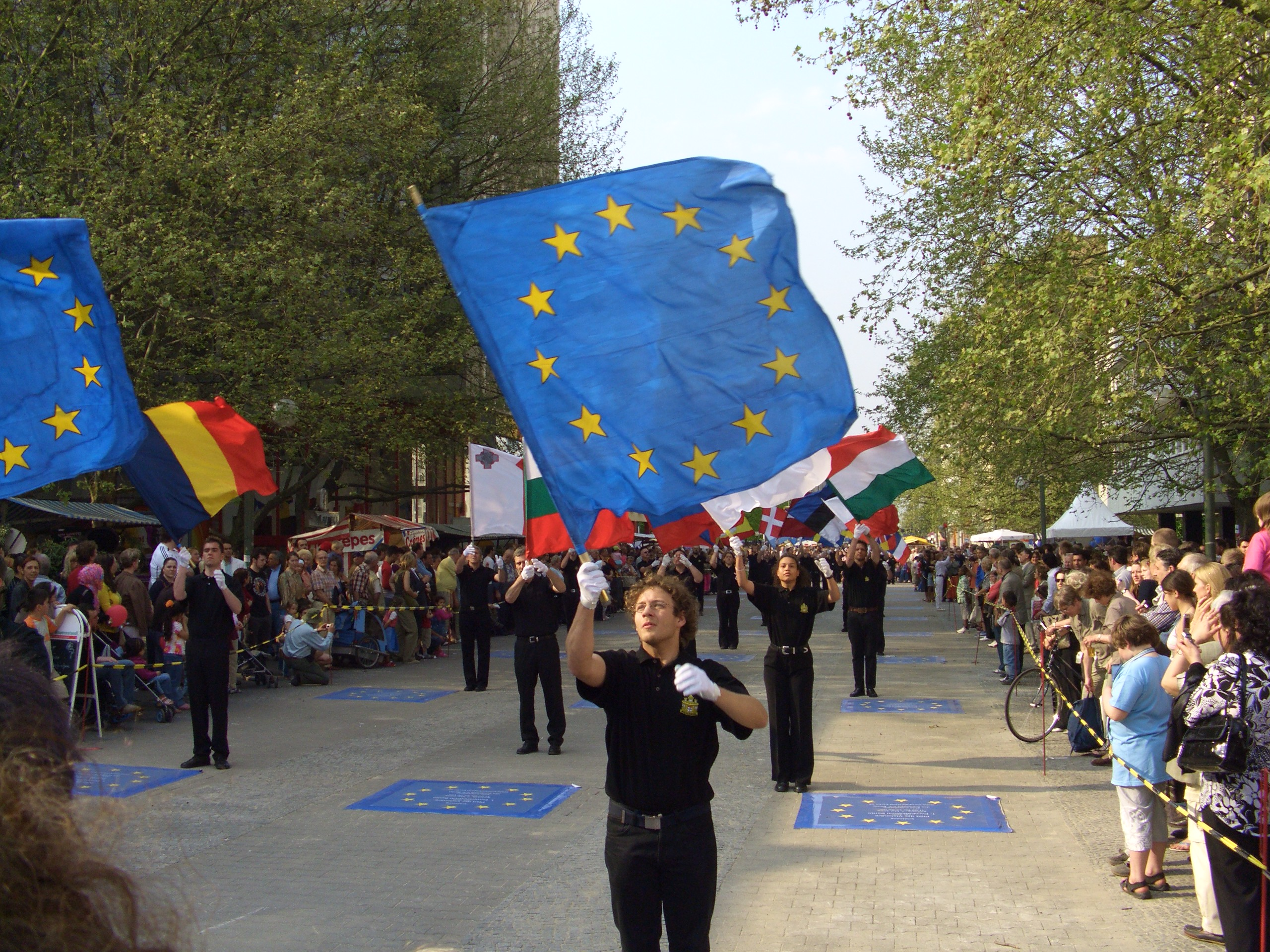
Einweihung einer temporären Installation des Pfad der Visionäre im Rahmen des Europafestval-Berlin am 7. Mai 2006

Der Pfad der Visionäre – ein Zeichen für Europa ist ein Stadtkunstprojekt, das am südlichen Anfang der Friedrichstraße im Berliner Bezirk Friedrichshain-Kreuzberg, nahe dem Hallesches Tor am Samstag, dem 14. Mai 2022 feierlich zusammen mit der Wiedereröffnung des Mehringplatzes mit einem Straßenfest eingeweiht wurde. Er besteht aus – in Dreierreihen in den Boden der Fußgängerzone eingelassenen, 1,2 m² großen Granittafeln mit von den nationalen Kulturvertretungen vorgeschlagenen Aussagen herausragender Persönlichkeiten der EU-Mitgliedstaaten. Der Pfad der Visionäre stand in ihren Amtszeiten u. a. unter der Schirmherrschaft von Irina Bukowa, ehemalige Generaldirektorin der UNESCO, und Jean-Claude Juncker, ehemaliger Präsident der Europäischen Kommission. Gerhard Sabathil, ehemaliger Leiter der Europäischen Kommission in Deutschland, bezeichnete den Pfad der Visionäre als „[…] erstes Wahrzeichen des europäischen Einigungsprozesses“.
Am 30. März 2022 hat die Regierende Bürgermeisterin Franziska Giffey die Schirmherrschaft über den Pfad der Visionäre übernommen.
Der Pfad der Visionäre kann täglich 24 Stunden am Tag besucht werden und ist mit der U1, U3 oder U6 über die Station Hallesches Tor gut zu erreichen. Besonders attraktiv ist die Installation zur Abenddämmerung, wenn die Flaggenelemente der Tafeln der Nationen erleuchten. 

## Pfad der Visionäre – EU

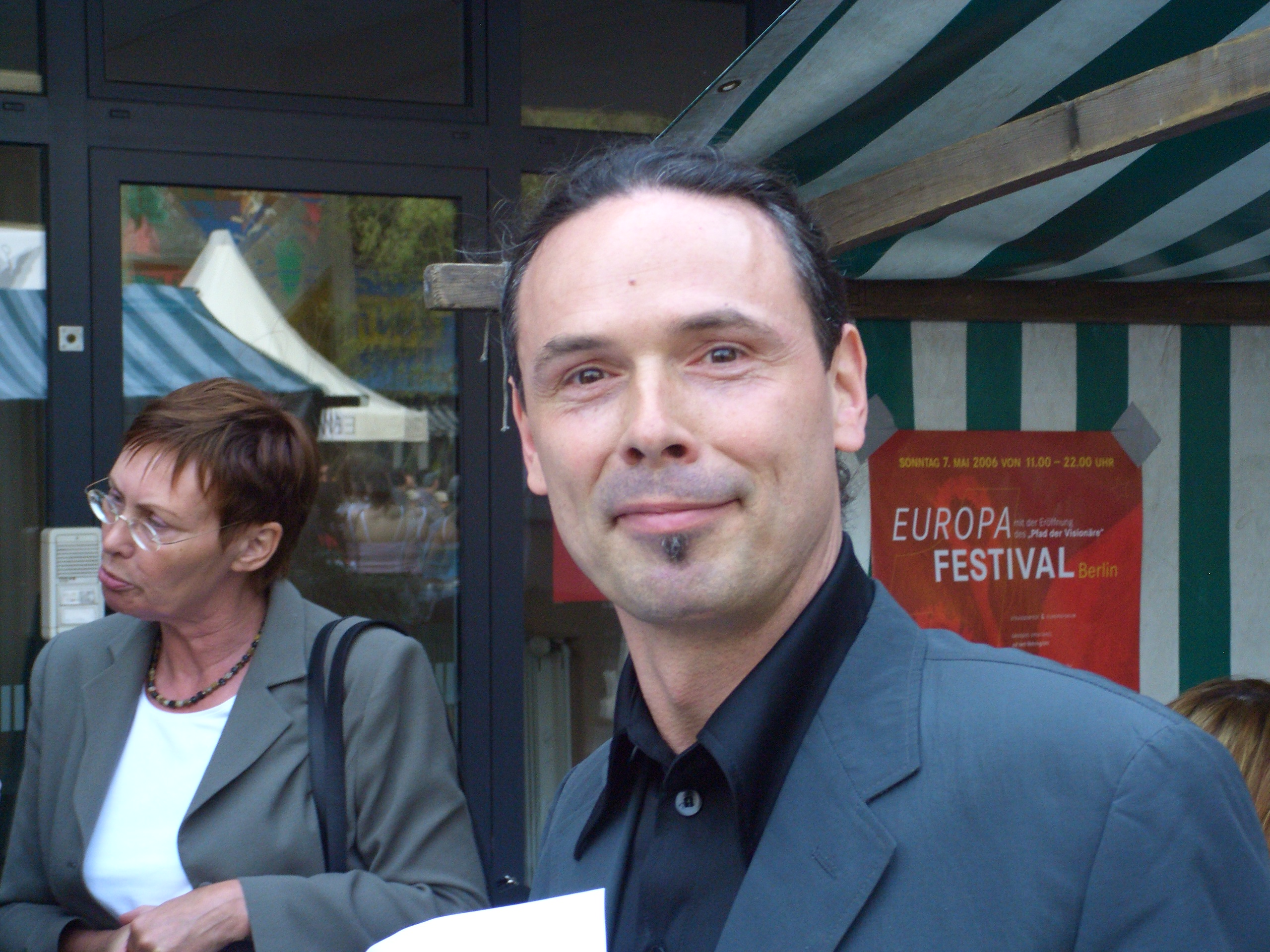
Bonger Voges, Initiator des Projektes, im Hintergrund die ehemalige Berliner Senatorin für Stadtentwicklung Ingeborg Junge-Reyer bei der Einweihung der temporären Installation 2006

Trägerverein der Initiative ist Kunstwelt e. V. Berlin. Vorstandsvorsitzende Rechtsanwältin Kristijana Penava, Initiator ist der Künstler Bonger Voges.
Die reinen Baukosten der Installation teilen sich das Land Berlin, vertreten durch den Bezirk Friedrichshain-Kreuzberg, private Sponsoren und beteiligte Botschaften. Die Aufwendungen über die Baukosten hinaus wurden von vielen engagierten Helfern getragen. Bonger Voges hat die Botschaften eingeladen, Persönlichkeiten mit Zitaten zu benennen, die für die Identität, die Werte und Kultur ihres jeweiligen Landes stehen. Die Vorschläge wurden von den jeweiligen Botschaften bzw. Kulturministerien eingereicht und von einer 40-köpfigen Jury bewertet, die sich aus Vertretern aus Wissenschaft, Kultur und Politik zusammensetzte. Zu den Auswahlkriterien der Zitate gehörte neben einer allgemeinverständlichen Aussage die Vermittlung von Toleranz und Völkerverständigung. Das Projekt versteht sich als ein Zeichen für die Einheit und Vielfältigkeit der Europäischen Union und trägt zur Aufwertung des Quartiers am historischen Südtor Berlins, dem Tor zur Berliner Friedrichstraße bei. Die Einweihung einer temporären Installation (EU) fand am 7. Mai 2006 statt.
Auf den 1,2 m² großen Granitplatten befinden sich jeweils Zitate der gewählten Repräsentanten, z. B. eines Dichters oder eines Schriftstellers des entsprechenden Landes auf Deutsch, Englisch und in der jeweiligen Muttersprache. Jede der Tafeln trägt ein ca. 20 cm × 40 cm großes hinterleuchtetes Flaggenelement der jeweiligen Nation. Die Reihenfolge der Legung der Tafeln entspricht der Reihenfolge der Aufnahme des jeweiligen Staates in die Europäische Union.
Die technische Umsetzung, Realisierung der Installation erfolgte durch den Bildhauer Rainer Fest, Eisenhüttenstadt auf Grundlage der grafischen Gestaltung von Daniela Haitzler und Marcel Fleiner, Berlin.

### Projektgeschichte
- 2006: Einweihung der temporären Installation Pfad der Visionäre in der Fußgängerzone der Berliner Friedrichstraße anlässlich des 1. Europafestval-Berlin 2006.
- 2007/2008: Um auf die Planungen zum Pfad der Visionäre aufmerksam zu machen, organisierte der Trägerverein Kunstwelt e. V. Berlin 2006, 2007 und 2008 entlang der südlichen Friedrichstraße in Zusammenarbeit mit den Botschaften, dem Bezirk, der Vertretung der Europäischen Kommission in Deutschland und vielen freien Trägern das Europafestival-Berlin.
- Am 23. Juni 2011 enthüllte die damalige Schirmherrin Irina Bokowa, Generaldirektorin der UNESCO, die UNESCO-Tafel persönlich vor Ort. Diese Tafel ist seit 14. Mai 2022 Teil der dauerhaften Installation.
- 2013 wurde die temporäre Installation eingestellt und die Fundamente der dauerhaften Installation für die Schwertransporter der BVG-Baustelle gesichert.
- Von 2011 bis 2019 betrieb die BVG eine Großbaustelle am Mehringplatz, die zur massiven Verzögerung der Umsetzung des Projektes beitrug. Diese Zeit nutzte der Betreiberverein u. a. um neue Prototypen für die dauerhafte Installation zu testen und das Projekt um alle UN-Staaten zu erweitern.
- 2018 begann der Bezirk mit der umfangreichen Neugestaltung des Mehringplatzes und der Fußgängerzone Friedrichstraße. Wieder musste der Pfad der Visionäre auf seine Umsetzung warten.
- Am 14. Mai 2022, wurde als abschließende Baumaßnahme, die dauerhafte Installation des Pfad der Visionäre – EU im Rahmen der Europawoche mit 33 Bodentafeln eingeweiht.[3][4][5][6]

### Die Zitate und Sinnsprüche
- Belgien

…von allen Galliern sind die Belgier die tapfersten…
(Julius Caesar)
- Bulgarien

…die Zeit ist in uns und wir sind in der Zeit – waehrend sie uns wandelt, wandeln wir sie auch.
(Wassil Lewski)
- Dänemark

Ich bin nur ein Bote; man hat mich auf eine lange Reise geschickt, dass ich den Leuten sage, es gibt Hoffnung auf der Welt. 
(Karen Tania Blixen)
- Deutschland (seit 12. Mai 2007)[7]

„ Handle stets so, dass die Maxime deines Willens jederzeit zugleich als Prinzip einer allgemeinen Gesetzgebung gelten könne. “
(Immanuel Kant)
- Estland

Der Staat ersteht nur einmal, die Freiheit jedoch musst Du jeden Tag erkämpfen.
(Lennart Meri)
- Finnland

Völlig frei wandert der, den keine Angst vor Verlust fesselt.
(Sylvi Kekkonen)
- Frankreich

Man sieht nur mit dem Herzen gut. Das Wesentliche ist für die Augen unsichtbar.
(Antoine de Saint-Exupéry)
- Griechenland

Man kann nicht zweimal in denselben Fluss steigen.
(Heraklit)
- Vereinigtes Königreich (wird nicht mehr umgesetzt)

Wenn ich weiter als andere gesehen habe, dann nur deshalb, weil ich auf der Schulter von Giganten stand.
(Sir Isaac Newton)
- Irland

Ich fühle mich als Glied in einer Sprachenkette. Die Sprache meiner Vorfahren war reich, erdgebunden, poetisch, kräftig. Ich möchte nicht denken, dass ich das ausgelassene Glied bin.
(Nuala Ní Dhomhnaill)
- Italien

Brüderlichkeit zwischen allen Völkern Europas und mit Europa zur Brüderlichkeit aller Menschen.
(Giuseppe Mazzini)
- Kroatien

Am Rande des Abgrunds müssen wir den Weg verlängern.
(Ivan Supek)
- Lettland

Den andern verstehen – sich selbst verstehen; sich selbst verstehen – die Welt verstehen.
(Jānis Pliekšāns Rainis)
- Litauen

Wir brauchen keinen Sieg. Wir brauchen Frieden und einen Friedensvertrag.
(Vytautas Landsbergis)
- Luxemburg

Die Nationen, deren Nähe die Menschen brauchen, sind keine vorübergehende Erscheinung der Geschichte. Aber sie dürfen nie mehr Geschichte auf Kosten Europas machen.
(Jean-Claude Juncker)
- Malta

Wir atmen auch um zu verstehen. Vorübergehende Probleme gehören zu unserer Ära, bleibende zu unserer Natur. Antworten erzeugen Fragen. Das macht unser Abenteuer zu einem logischen Geheimnis, einem Lächeln Gottes, einer Einladung, sich nach mehr zu sehnen.
(Oliver Friggieri)
- Niederlande

Friede ist nicht Abwesenheit von Krieg. Friede ist eine Tugend, eine Geisteshaltung, eine Neigung zur Güte, Vertrauen und Gerechtigkeit.
(Baruch de Spinoza)
- Österreich

Die Wahrheit ist dem Menschen zumutbar.
(Ingeborg Bachmann)
- Polen

Ein Volk, das sein Gedächtnis verliert, verliert auch sein Gewissen.
(Zbigniew Herbert)
- Portugal

Wir sind alle kurzsichtig, ausgenommen nach innen. Nur unsere Traumaugen brauchen keine Brille.
(Fernando Pessoa)
- Rumänien

Schöpfe wie Gott, befehle wie ein König, arbeite wie ein Sklave.
(Constantin Brâncuși)
- Schweden

Frei denken ist groß, richtig denken ist größer.
(Thomas Thorild)
- Slowakei

Die Zukunft Europas besteht nicht im Separatismus, sondern in einer vernünftigen Arbeitsteilung. Die gegenseitige ökonomische Verflechtung des gesamten europäischen Kontinents sollte eine Selbstverständlichkeit sein (…)
(Milan Hodža)
- Slowenien

Es leben alle Völker, die sehnend warten auf den Tag, dass unter dieser Sonne die Welt dem alten Streit entsag! Frei sei dann jedermann, nicht Feind, nur Nachbar mehr fortan!
(France Prešeren)
- Spanien

Das Reisen in fremde Länder und der Umgang mit fremden Völkern schärft den Verstand.
(Miguel de Cervantes)
- Tschechien

Wer sucht, wird erwartet. Wer wartet, wird nur gefunden.
(Jaroslav Seifert)
- Ungarn

Weil das Denken so schwierig ist, urteilt man lieber.
(Sándor Márai)
- Zypern

LEBEN –

Verliert nicht einen seiner Abschnitte,

isoliert nicht einen seiner Sätze,

nehmt es als Ganzes.
(Kostas Mondis)